# Presidente da Semana
Presidente da Semana foi um podcast brasileiro, fundado e ativo durante o ano de 2018 pelo jornal Folha de S.Paulo.

## História
O Presidente da Semana foi um projeto desenvolvido pelo jornalista Rodrigo Vizeu, funcionário da Folha de S.Paulo, como forma de apresentar perfis em áudio de todos os presidentes da República brasileiros, desde Deodoro da Fonseca até o então presidente, Michel Temer. O último episódio da produção foi o perfil sobre Jair Bolsonaro que, na ocasião, tinha sido recém-eleito.
De acordo com Vizeu, o formato do podcast foi baseado no Presidential, um podcast produzido pelo The Washington Post.
O podcast foi um sucesso de audiência e somou, em cerca de sete meses de publicação, mais de 2 milhões de downloads. Em 2019, foi lançado o livro Os Presidentes — A História dos que Mandaram e Desmandaram no Brasil, com base nos episódios do podcast.

## Desempenho
Presidente da Semana esteve frequentemente entre os podcasts de maior audiência no Brasil. O podcast estreou na parada de Top Podcasts da Apple Podcasts em abril de 2018, alcançando o pico de posição #2 em 1 de agosto de 2018. Mesmo inativo, o podcast continuou a figurar na parada da Apple nos anos seguintes.